# 45300 Thewrewk
45300 Thewrewk este un asteroid din centura principală de asteroizi.

## Descriere
45300 Thewrewk este un asteroid din centura principală de asteroizi. A fost descoperit pe 1 ianuarie 2000 la Piszkesteto de Krisztián Sárneczky și László L. Kiss. Asteroidul prezintă o orbită caracterizată de o semiaxă mare de 3,10 ua, o excentricitate de 0,08 și o înclinație de 10,2° în raport cu ecliptica.